# Geoff Brabham

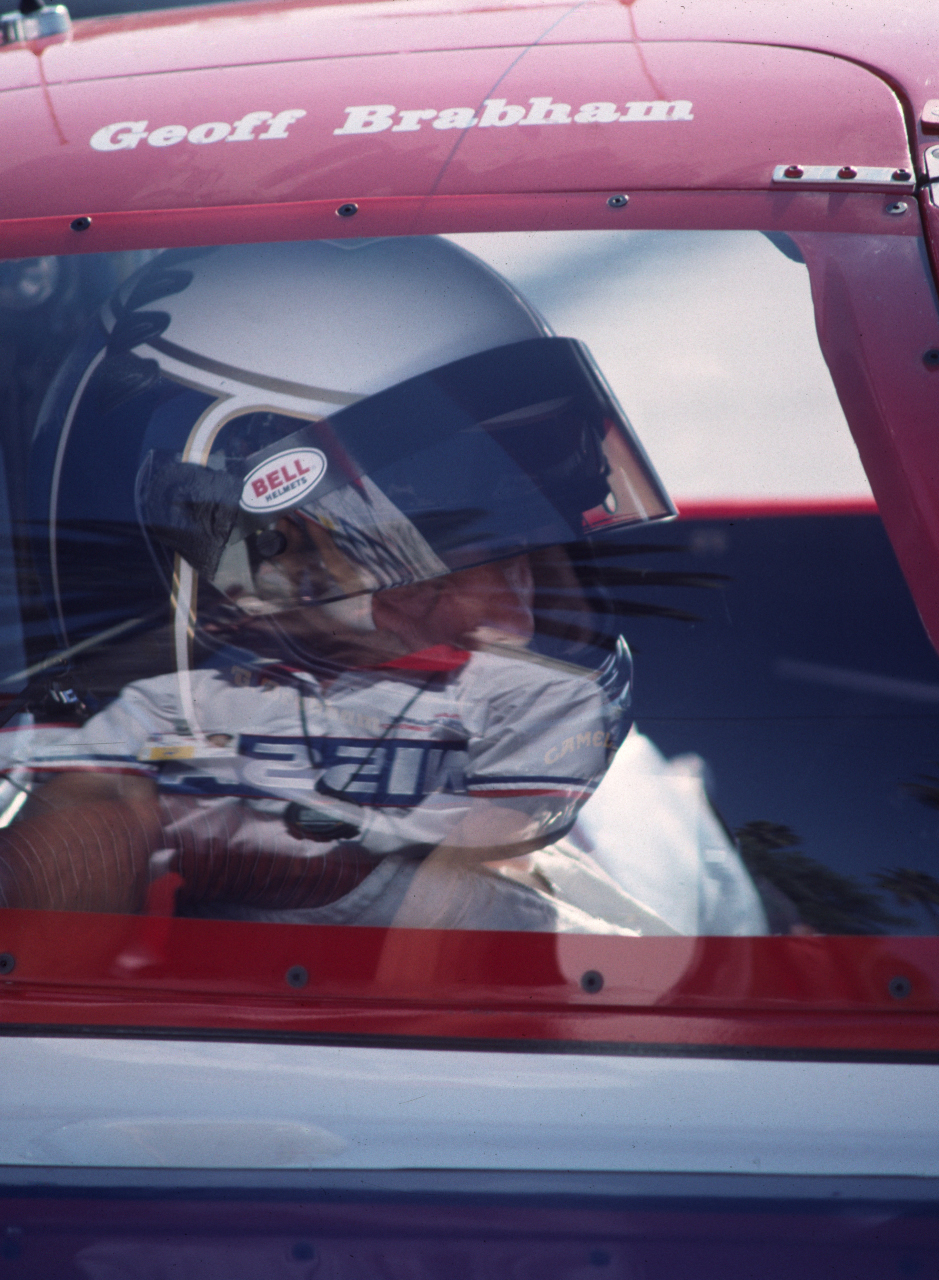
Geoff Brabham 1990

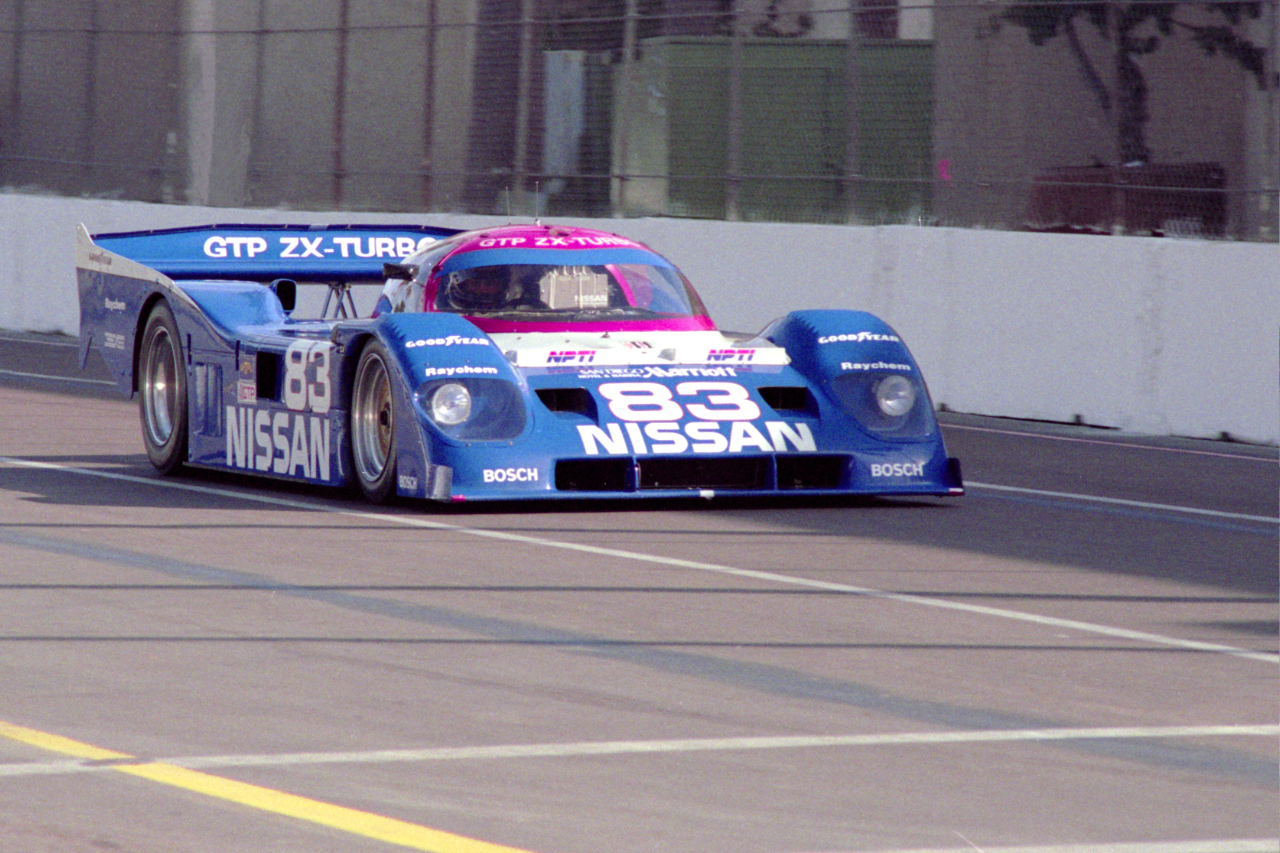
Geoff Brabham im Nissan NPT in der IMSA-GTP-Serie 1990

Geoffrey John „Geoff“ Brabham (* 20. März 1952 in Sydney) ist ein ehemaliger australischer Automobilrennfahrer.

## Karriere
Geoff Brabham ist der älteste Sohn des dreimaligen Formel-1-Weltmeisters Jack Brabham. Er hat zwei jüngere Brüder, die ebenfalls ihren Weg in den internationalen Rennsport fanden. Gary, der seine Karriere inzwischen beendet hat, und David, der in den 1990er-Jahren auch in der Formel 1 fuhr und nach wie vor bei Sportwagenrennen aktiv ist. Geoff Brabhams Sohn Matthew ist ebenfalls Rennfahrer.
Geoff Brabham feierte seine Erfolge im Rennsport fast ausschließlich in den USA. Zwischen 1981 und 1994 war er zehnmal beim Indianapolis 500 am Start. Sein bestes Ergebnis war der vierte Rang beim Rennen 1983. Er gewann viermal in Folge (1988–1991) die Gesamtwertung der IMSA-GTP-Serie und 1981 die Gesamtwertung der CanAm-Meisterschaft.
1993 blieb er auch bei den 24 Stunden von Le Mans siegreich. Mit Éric Hélary und Christophe Bouchut teilte er sich das Cockpit eines Peugeot 905. Geoff Brabham fuhr außerdem in der NASCAR und gewann mit seinen beiden Brüdern das 1000-km-Rennen in Bathurst in seinem Heimatland Australien.
Immer wieder während seiner langen Karriere war er in der V8-Supercar-Rennserie in Australien engagiert. Heute arbeitet er, nach dem Ende seiner Motorsportkarriere, als Fahrtrainer und Instrukteur für BMW Australien. Sein Sohn Matthew setzt die Familientradition im Motorsport fort und ist bereits im Kartsport erfolgreich.
2004 wurde Geoff Brabham in die Hall of Fame des US-amerikanischen Motorsports aufgenommen.

## Statistik

### Le-Mans-Ergebnisse
| Jahr | Team                            | Fahrzeug           | Teamkollege   | Teamkollege        | Platzierung | Ausfallgrund |
| ---- | ------------------------------- | ------------------ | ------------- | ------------------ | ----------- | ------------ |
| 1989 | Nissan International Motorsport | Nissan R89C        | Chip Robinson | Arie Luyendyk      | Ausfall     | Motorschaden |
| 1990 | Nissan Performance Technologie  | Nissan R90CK       | Chip Robinson | Derek Daly         | Ausfall     | Motorschaden |
| 1993 | Peugeot Talbot Sport            | Peugeot 905 Evo 1C | Éric Hélary   | Christophe Bouchut | Gesamtsieg  |              |

### Sebring-Ergebnisse
| Jahr | Team                          | Fahrzeug            | Teamkollege   | Teamkollege   | Teamkollege | Platzierung | Ausfallgrund |
| ---- | ----------------------------- | ------------------- | ------------- | ------------- | ----------- | ----------- | ------------ |
| 1989 | Electramotive Engineering     | Nissan GTP ZX-Turbo | Arie Luyendyk | Chip Robinson |             | Gesamtsieg  |              |
| 1990 | Nissan Performance Tech.      | Nissan GTP ZX-Turbo | Derek Daly    | Chip Robinson |             | Rang 2      |              |
| 1991 | Nissan Performance            | Nissan NPT-90       | Derek Daly    | Gary Brabham  |             | Gesamtsieg  |              |
| 1992 | Nissan Performance Technology | Nissan NPT-91A      | Arie Luyendyk | Gary Brabham  | Derek Daly  | Rang 2      |              |

### Einzelergebnisse in der Sportwagen-Weltmeisterschaft
| Saison | Team          | Rennwagen   | 1   | 2   | 3   | 4   | 5   | 6   | 7   | 8   | 9   | 10  |
| ------ | ------------- | ----------- | --- | --- | --- | --- | --- | --- | --- | --- | --- | --- |
| 1987   | Team Schuppan | Porsche 962 | JAR | JER | MON | SIL | LEM | NÜN | BRH | NÜR | SPA | FUJ |
| 1987   | Team Schuppan | Porsche 962 |     |     |     |     |     |     | 6   |     |     |     |